# Oscar Wanscher (kirurg)
 For alternative betydninger, se Oscar Wanscher. (Se også artikler, som begynder med Oscar Wanscher)
Oscar Wanscher (født 19. marts 1846 i København, død 7. marts 1906 sammesteds) var en dansk kirurg.
Efter at have taget medicinsk embedseksamen 1871 studerede han øjensygdomme og senere kirurgi, blev reservekirurg på Kommunehospitalet, Dr. med. 1877, korpslæge 1879, konkurrerede om en docentplads i kirurgi 1885, men sejrede ikke. I 1892 blev han overkirurg ved Frederiks Hospital og docent i klinisk kirurgi og 1900 ekstraordinær professor i kirurgisk patologi.
Wanscher har skrevet en hel del, deriblandt Om Brugen af Æter som Indaandingsmiddel ved kirurgisk Anæsthesi (1882) på et tidspunkt, da i Danmark kloroform så godt som udelukkende anvendtes til bedøvelse. Wanscher konstruerede senere en meget anvendt maske til æterbedøvelse. I de sidste år beskæftigede han sig meget med kirurgiens historie og skrev en række afhandlinger, navnlig om bekendte kirurger.